# 小行星8843
小行星8843（英語：8843）是一颗围绕太阳公转的小行星。1990年7月22日，埃莉諾·赫琳在帕洛马山发现了此天体。
这颗小行星的绝对星等为132.80487等。